# Hyosciurus
A Hyosciurus az emlősök (Mammalia) osztályának a rágcsálók (Rodentia) rendjébe, ezen belül a mókusfélék (Sciuridae) családjába tartozó nem.

## Rendszerezés
A nembe az alábbi 2 faj tartozik:
- hegyi hosszúorrú mókus (Hyosciurus heinrichi) Archbold & Tate, 1935 - típusfaj
- alföldi hosszúorrú mókus (Hyosciurus ileile) Tate & Archbold, 1936

### Fordítás
- Ez a szócikk részben vagy egészben  a   Hyosciurus című angol Wikipédia-szócikk fordításán alapul.  Az eredeti cikk szerkesztőit annak laptörténete sorolja fel. Ez a jelzés csupán a megfogalmazás eredetét és a szerzői jogokat jelzi, nem szolgál a cikkben szereplő információk forrásmegjelöléseként.